# Campylopus trollii
Campylopus trollii är en bladmossart som beskrevs av Thériot 1939. Campylopus trollii ingår i släktet nervmossor, och familjen Dicranaceae. Inga underarter finns listade i Catalogue of Life.